# 山岸功
山岸 功（やまぎし いさお、1974年1月15日 - ）は、日本の男性声優。茨城県出身。東京俳優生活協同組合所属。

## 人物
俳協ボイスアクターズスタジオ第11期生。
声種はハイバリトン。免許・資格は普通自動車、自動二輪中型運転免許。

## 出演
太字はメインキャラクター。

### テレビアニメ
1999年
- 仙界伝 封神演義（黄天化）
- 魔術士オーフェン Revenge（村人B）

2000年
- キョロちゃん（悪人）
- ゲートキーパーズ（客A）
- サクラ大戦TV（新兵）
- 週刊ストーリーランド 老婆シリーズ「かえすマスク」（不良B）

2001年
- 機動天使エンジェリックレイヤー（三つ子）
- クレヨンしんちゃん（若者B）
- ジャングルはいつもハレのちグゥ（警官）
- 超GALS!寿蘭（2001年 - 2002年、カメラマン、秀樹、順一、ヒポポタマス）
- 逮捕しちゃうぞ SECOND SEASON（福引き係）
- ナジカ電撃作戦

2002年
- FF：U 〜ファイナルファンタジー:アンリミテッド〜（コモディーン3、コモディーンB）
- 超重神グラヴィオン（2002年 - 2004年、高須、男B） - 2シリーズ
- ヒートガイジェイ（チンピラC）
- フルメタル・パニック!（小島亮、デジラニ、輸送ヘリ通信士、アイドル、着ぐるみ隊員 他）
- 炎の蜃気楼（不良2）
- 円盤皇女ワるきゅーレ（男子、兵士A）
- ラーゼフォン（オペレーター）
- ロックマンエグゼ（ナビ5）

2003年
- ウルトラマニアック（川中島純）
- 無限戦記ポトリス（トルーパーA、部下A、トラックポトリス、除雪車ポトリス、オペレーター 他）

2004年
- 犬夜叉（村人）
- SDガンダムフォース（ベル・ウッド、カラクリ丸、アラクノ落武者）
- ごくせん（野田猛）
- 砂ぼうず（大川洪二）
- 美鳥の日々（客B）

2005年
- SPEED GRAPHER（北沢ジョージ）

2018年
- フルメタル・パニック! Invisible Victory（デジラニ）

### 劇場アニメ
2000年
- エスカフローネ（操舵手）
- 風を見た少年

2002年
- Piaキャロットへようこそ!! -さやかの恋物語-（加藤）

2004年
- 犬夜叉 紅蓮の蓬莱島（村人）
- フイチンさん

2007年
- ヱヴァンゲリヲン新劇場版:序

### OVA
1996年
- 銀河英雄伝説

1998年
- ジオブリーダーズ（ハウンド隊員）

1999年
- サクラ大戦 轟華絢爛（コマキチ、士官）

2000年
- エクスドライバー（猿山悟、生徒B）

2002年
- 殺し屋1 THE ANIMATION EPISODE 0（金田）

2004年
- コゼットの肖像（伯田弘）

2005年
- I"s Pure（上級生）
- CLUSTER EDGE Secret Episode（新聞部員）

### Webアニメ
- i-wish you were here-（2001年、巽真治）
- 魔法遊戯（2001年）

### ゲーム
2001年
- 暴れん坊プリンセス（群衆）
- マーメイドの季節（武蔵野直人）
- メダロット5 すすたけ村の転校生（オサム）

2002年
- バトルフィールド1942（日本兵）

2003年
- 遊星からの物体X episodeII（ペイス）

2004年
- SDガンダムフォース 大決戦! 次元海賊デ・スカール!!（ベルウッド、カラクリ丸、アラクノ落武者）
- michigan（ジョージ・ガニア）
- もぎたて水着!女まみれのTHE 水泳大会（MC）

2005年
- 喧嘩番長（田城昌之、鈴原梅吉）

2006年
- 幻想水滸伝V（イサト、バフラム・ルーガー、モルーン、ワシール）

2007年
- 喧嘩番長2 フルスロットル（田城昌之）

2014年
- 第3次スーパーロボット大戦Z 時獄篇

2015年
- スーパーロボット大戦BX

2023年
- ファイナルファンタジーXVI

### ドラマCD
- Weiß kreuz Dramatic Precious Final STAGE DREAMLESS LIFE（敵F）
- 可愛いひと。IV（島村伸吾）
- 真・女神転生III-NOCTURNE（同級生A）
- 西洋骨董洋菓子店
  - 1（ハルヒコ、アツシ）
  - 2（勅使河原）
  - 3（見習い）
- タイムラグ（生徒）
- ときめきメモリアル 旅立ちの詩 so long 藤崎詩織2（体育教師）
- 魔女っ子戦隊 パステリオン（その他）

### 吹き替え

#### 映画
- イグジステンズ（ノエル・ディクター）〈クリス・レムシュ〉）
- オールド・ルーキー
- 氷の接吻
- コヨーテ・アグリー
- 七人のマッハ!!!!!!!（デュー〈ダン・チューポン〉）
- ニコラスの贈りもの
- 野生の呼び声（マイルズ）
- ラストゲーム（ブーガー）
- ロード・トリップ（マーク）
- ロケットマン!（ロケットマン〈ダン・チューポン〉）

#### ドラマ
- フリークス学園（ハリス・トリンスキー）

#### アニメ
- ベビー・ルーニー・テューンズ（ベビー・ダフィー）
- レンとスティンピー（レン・ホーク）

### 特撮
- 救急戦隊ゴーゴーファイブ（1999年、ライナーボーイの声）
- 救急戦隊ゴーゴーファイブVSギンガマン（2000年、ライナーボーイの声）
- 忍風戦隊ハリケンジャー（2002年、コピー忍者クリソッツ坊の声）

### キャラクターソング
- 仙界伝 封神演義シリーズ（黄天化）  
  - 封神計画〜歌宴〜「風の旅人」
  - 封神計画〜歌宴II〜（黄天化）「123」、「WILL（仙界版）」、「大丈夫っさ」（太公望と一緒に）、「遥かな道は旅の途中」、「陽の当たる場所」（太公望、楊戩、ナタク、雷震子と一緒に）
- ウルトラマニアック（川中島純） 
  - キャラクターソング&BGM集「Magical Songs」「マニアック戦隊の歌」

### ナレーション
- 仰天パニックシアター（声の出演）
- 田勢康弘の週刊ニュース新書（2008年4月 - 9月）
- NEWS FINE
- ゆうがたサテライト（2016年11月 - ）
- ワールドビジネスサテライト（2020年4月 - 2021年3月）

### テレビドラマ
- HERO 特別編（通販番組のナレーション）

### その他
- 新世紀エヴァンゲリオン（リニューアル版追加キャスト）
- ハロー!モーニング。（コーナ：ターン鳥チキンのターン鳥チキン”DJチキン〈天の声〉”役）
- オーディオドラマ 白村颯太に好かれたい（2021年、河合、カメラマン 他）